# ماریون (آلاباما)
ماریون (به انگلیسی: Marion) شهری در شهرستان پری ایالت آلاباما است که مساحت آن ۲۷٫۶۱ کیلومتر مربع است و در سرشماری سال ۲۰۱۰ میلادی، ۳٬۶۸۶ نفر جمعیت داشته و تراکم جمعیتی آن، ۱۳۳٫۵ نفر در هر کیلومتر مربع بوده است.